# Psilocnaeia
Psilocnaeia es un género de escarabajos longicornios de la tribu Acanthocinini.

## Especies
- Psilocnaeia aegrota (Bates, 1874)
- Psilocnaeia asteliae Kuschel, 1990
- Psilocnaeia brouni Bates, 1876
- Psilocnaeia bullata (Bates, 1876)
- Psilocnaeia linearis Bates, 1874
- Psilocnaeia nana (Bates, 1874)
- Psilocnaeia parvula (White, 1846)